# Спутњикова криза
Спутњикова криза је била америчка реакција на успех програма Спутњик. Она је била један од кључних догађаја Хладног рата и почела је 4. октобра 1957, када је Совјетски Савез лансирао Спутњик 1, први Земљин вештачки сателит. Лансирања Спутњика и неуспех прва два покушаја лансирања из пројекта Вангард шокирали су америчку јавност. Председник Двајт Ајзенхауер је назвао ову реакцију "Спутњиковом кризом". Иако је сам Спутњик био сасвим безопасан, његово кружење око Земље је наглашавало стално претњу коју је САД осећала од Совјетског Савеза. Иста ракета која је лансирала Спутњик могла је послати нуклеарну бојеву главу било где у свету у року од неколико минута, прескачући океане који су успешно од напада штитили континентални део САД током оба светска рата. Совјети су показали ову могућност 21. августа успешним пробним летом ракете Р-7 на растојању од 6.000 km.
Мање од годину дана након лансирања Спутњика, Конгрес САД је усвојио Закон о образовању за националну одбрану. Закон је био четворогодишњи програм који је инвестирао стотине милиона долара у образовни систем САД. После почетног шока у јавности, почела је Свемирска трка, што је довело до слања првог човека у свемир 1961, пројекта Аполо и слања првих људи на Месец 1969.